# Giancarlo Crosta
Giancarlo Crosta (Pianello del Lario, 7 de agosto de 1934 - Pianello del Lario, 23 de septiembre de 2024) fue un deportista italiano que compitió en remo.

## Carrera deportiva
Participó en los Juegos Olímpicos de Roma 1960, obteniendo una medalla de plata en la prueba de cuatro sin timonel. Ganó una medalla de oro en el Campeonato Europeo de Remo de 1961.

## Palmarés internacional
| Juegos Olímpicos   | Juegos Olímpicos       | Juegos Olímpicos | Juegos Olímpicos   |
| Año                | Lugar                  | Medalla          | Prueba             |
| ------------------ | ---------------------- | ---------------- | ------------------ |
| 1960               | Roma (Italia)          | Medalla de plata | Cuatro sin timonel |
| Campeonato Europeo |                        |                  |                    |
| Año                | Lugar                  | Medalla          | Prueba             |
| 1961               | Praga (Checoslovaquia) | Medalla de oro   | Cuatro sin timonel |